# JOYclub
JOYclub ist eine Internet-Kontaktbörse für Sexualkontakte. In seiner heutigen Form gibt es JOYclub seit 2005. JOYclub gilt mit 6,1 Millionen registrierten Nutzern als Deutschlands größte Online-Community zur Vermittlung erotischer Kontakte.

## Daten und Fakten
JOYclub wurde 1999 als Internetforum gegründet, das sich aus einem Chatprogramm der Werbeagentur F&P entwickelte. In seiner heutigen Form gibt es JOYclub seit 2005.
JOYclub ist eine sogenannte Adult-Dating-Plattform zur Vermittlung erotischer Kontakte. Sie hat etwa 6,1 Millionen registrierte Mitglieder, deren Altersdurchschnitt bei 34 Jahren liegt. 39 % der Profile sind von Männern, 30 % von Frauen und 31 % von Paaren. Der Großteil der Benutzer kommt aus Deutschland. In Deutschland ist JOYclub gemessen am Alexa Rank die beliebteste Adult-Dating-Plattform, spielt aber auch international eine bedeutende Rolle.
JOYclub wird von der F&P GmbH betrieben, die seit 1990 existiert und mehr als 140 Mitarbeiter hat. Geschäftsführer des in Leipzig und Selbitz ansässigen Unternehmens ist Ingmar Ackermann.
Im Jahr 2022 machte die F&P GmbH rund 25 Millionen Euro Umsatz mit dem JOYclub.

## Dienstleistung

### Profil
Bei der Anmeldung stehen sieben verschiedene Benutzerprofilarten zur Auswahl. Es gibt Benutzerprofile für Frauen, Männer, Paare sowie Non-binary, Transfrauen, Transmänner und Transvestiten. Des Weiteren gibt es gewerbliche Profile, beispielsweise von Models, Fotografen, Künstlern, Unternehmen oder Swingerclubs. Die Nutzer registrieren sich anonym und zunächst kostenlos. Anschließend können sie ein Profil anlegen, das eine Selbstbeschreibung sowie Bilder und Videos enthalten kann. Es können insbesondere Angaben zur sexuellen Orientierung, Beziehungsstatus und sexuellen Vorlieben ausgewählt werden.

### Kontaktaufnahme
JOYclub ist keine Plattform, die auf das Fremdgehen abzielen soll, sondern Einzelpersonen und auch Paare in offenen Beziehungen anspricht, die Swingerpartner suchen. Sexuell offene und experimentierfreudige Menschen können über die Plattform Gleichgesinnte finden. Die Kontaktaufnahme kann über die Mitgliedersuche, über Dates oder Events erfolgen. Mitglieder können nach anderen Mitgliedern suchen, Nachrichten schreiben und empfangen, Kontaktanzeigen veröffentlichen und beantworten, Veranstaltungen ankündigen und sich zu Veranstaltungen anmelden; JOYclub bietet deutschlandweit den größten Veranstaltungskalender seiner Art. Es ist möglich, mit Mitgliedern zu chatten, sich in Foren auszutauschen und in Gruppen zu vernetzen oder sich in Livestreams zu zeigen und gesehen zu werden. Mitglieder können die Inhalte anderer Mitglieder kommentieren und bewerten.

### Community
Des Weiteren gibt es ein Online-Magazin, Online-Kurse, lokale Workshops, einen Bereich mit pornografischen Filmen, einen Fanshop, einen Newsletter und einen ausführlichen Hilfe- und Support Bereich.
JOYclub ist auch über die JOYCE-App für iOS und Android zugänglich.

## Mitgliedschaften und Kosten
Bei JOYclub gibt es ein kostenloses und ein kostenpflichtiges Angebot. Die kostenlose Basis-Mitgliedschaft bietet nur eingeschränkte Möglichkeiten, insbesondere im Hinblick auf die Kommunikation zwischen den Nutzern. Für geprüfte Frauen und Paare gibt es eine kostenlose Plus-Mitgliedschaft, die mehr Möglichkeiten als die Basis-, (z. B. initiatives Versenden von ClubMails an Mitglieder) aber weniger Berechtigungen (z. B. das Ansehen von Besuchern des eigenen Profils) als die Premium-Mitgliedschaft bietet. Für Männer gibt es eine Premium-Light-Mitgliedschaft, die erweiterten Zugriff auf Bilder, Videos und Livestreams ermöglicht. Die kostenpflichtige Premium-Mitgliedschaften hat Laufzeiten von einem, drei, sechs oder zwölf Monaten. Mit einer Premium-Mitgliedschaft kann man ohne Einschränkungen nach Kontakten suchen, sehen, wer auf seinem Profil war, „unsichtbar“ surfen, 1:1-Videochats erleben, bei JOYclub-Spielen – z. B. Votings – mitmachen und eine FSK-18-Prüfung ablegen und den entsprechenden Content nutzen.
Premium-Mitglieder erhalten in zahlreichen deutschen Swingerclubs und bei Veranstaltungen einen Nachlass auf den Eintrittspreis von zehn Prozent. Zum Schnuppern und Ausprobieren eignen sich die JOY-club Coins. Diese kann man verdienen oder kaufen: das kleinste Paket sind 500 Coins, die 4,99 Euro kosten. Damit kann man nun einige Premium-Funktionen freischalten.

## Sicherheit und Datenschutz
Im Dezember 2024 erhielt JOYclub vom TÜV Saarland ein Zertifikat für geprüften Datenschutz.
Durch die Bestätigung der Echtheit insbesondere von Geschlecht und Volljährigkeit von Mitgliedern soll der Jugendschutz gewährleistet und Fake-Profilen vorgebeugt werden. Bei JOYclub gibt es nahezu keine unverifizierten Fake-Profile.
Die Echtheit eines Profils wurde von Moderatoren bestätigt und im Profil durch einen weißen Haken markiert; ein grüner Haken bescheinigt eine zusätzliche Echtheitsprüfung, sobald ein Profil – die ihm zugehörige(n) Person(en) – von mindestens fünf anderen, ebenfalls geprüften Mitgliedern als persönlich bekannt markiert wurde. Ein roter Haken kennzeichnet Mitglieder, die sich um die Dating-Plattform in besonderem Maße verdient gemacht haben.
Für zahlreiche Funktionen ist ein verifiziertes Profil notwendig. Weiterhin lassen sich Verträge auch ohne Kündigungsfristen kündigen oder nur für einen festen Zeitraum abschließen. Die Datenschutz-Bestimmungen und Erklärungen zum Jugendschutz sind im Support-Bereich einsehbar.
JOYclub kann auch in einer grafisch neutral gehaltenen Version aufgerufen werden, was in Situationen mit eingeschränkter Intimsphäre oder potenzieller Datenüberwachung sinnvoll sein kann. Darüber hinaus können Bilder ein- und ausgeblendet werden.

## Auszeichnungen
- 2013: Venus Award als Best Erotic-Community[25]

## Medienpräsenz
JOYclub befragt seine Mitglieder zu diversen erotischen Themen. Diese Umfragen werden regelmäßig von deutschsprachigen Medien aufgegriffen. So berichtete der Tagesspiegel über eine Umfrage zum Thema Bondage und Fesselspiele, news aktuell über die Wahl von Trainer Marco Rose zum erotischsten Bundesliga-Trainer und CarPR, der Presseverteiler für Automobilmarketing, über den Zusammenhang zwischen Automarke und Sexualleben.
Eine Umfrage zu den Veränderungen des Sexlebens durch die Corona-Pandemie wurde in diversen Medien besprochen.
Die Reichweite vom JOYclub zeigt sich auch daran, dass Gerüchte, die dort aufkommen, mitunter zu kommunalen Dementi führen. Über eine Empfehlung für das FKK-Gebiet am Stausee in Gnadental wurde in der Südwest Presse berichtet.